# Closterotomus fulvomaculatus
Closterotomus fulvomaculatus är en insektsart som först beskrevs av De Geer 1773.  Closterotomus fulvomaculatus ingår i släktet Closterotomus, och familjen ängsskinnbaggar. Arten är reproducerande i Sverige.

## Bildgalleri

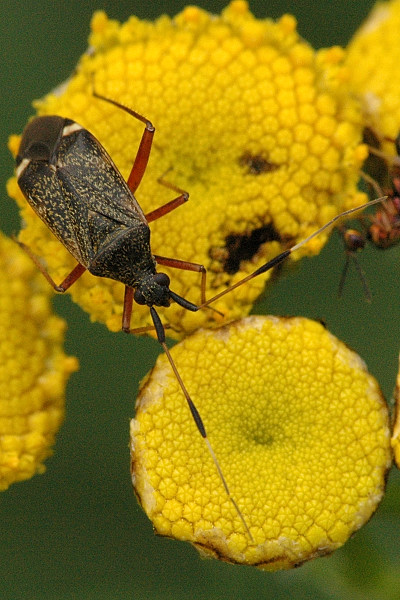
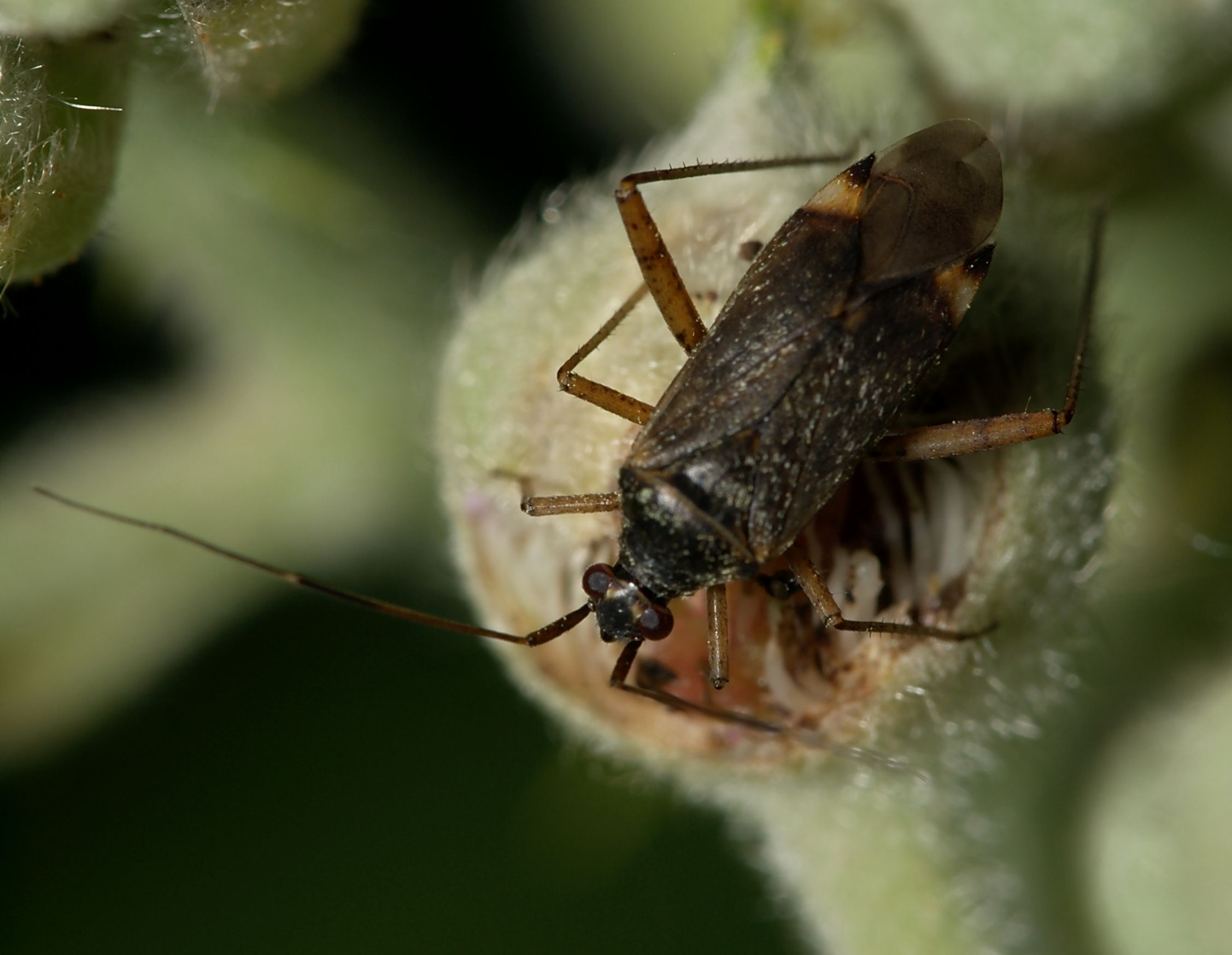
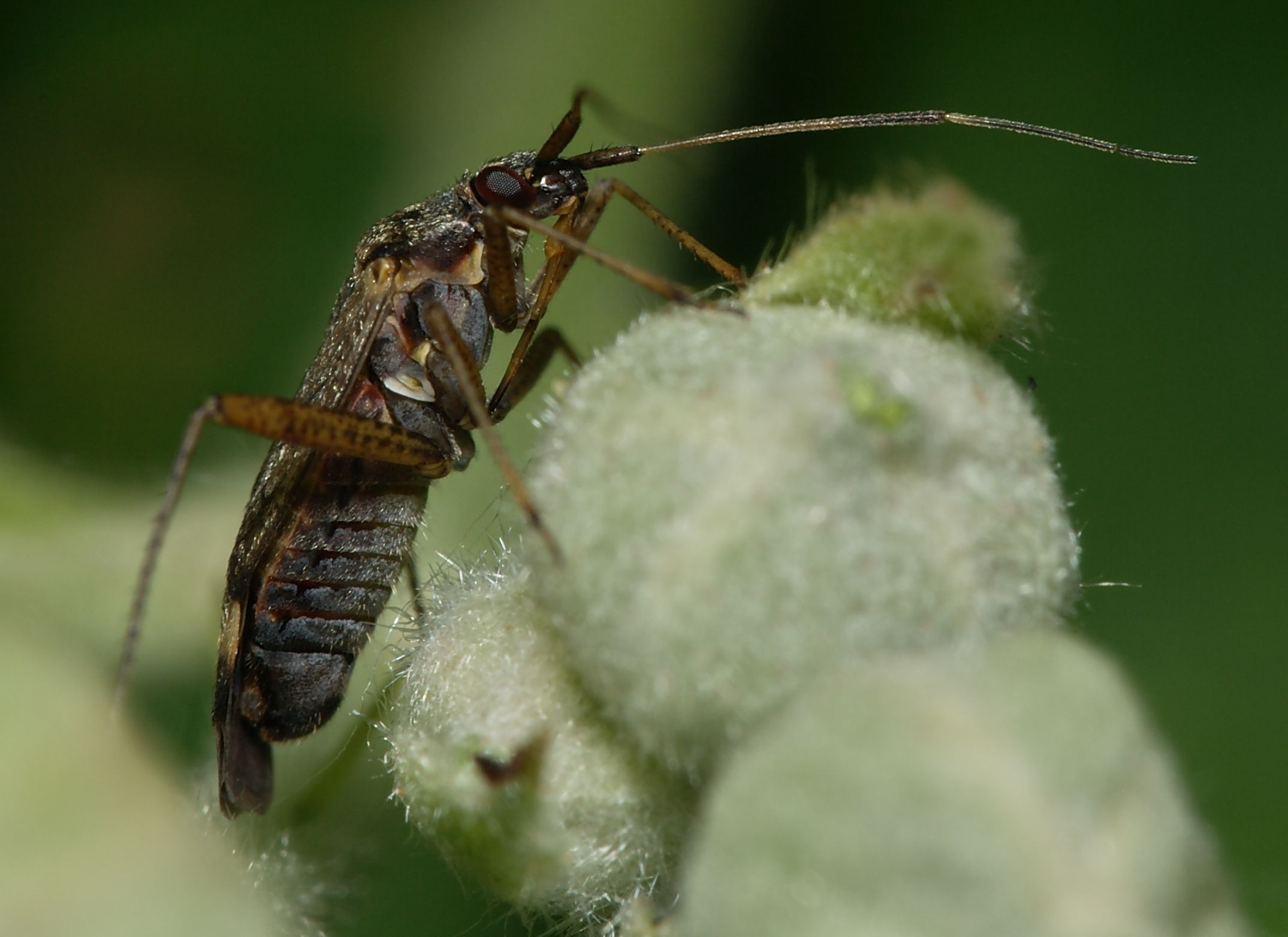